# Tribunal Superior de Justícia de Castella-la Manxa
El Tribunal Superior de Justícia de Castella-la Manxa (en castellà: Tribunal Superior de Justicia de Castilla-La Mancha, abreviat TSJC) és el màxim òrgan del poder judicial en la comunitat autònoma de Cantàbria. Té la seva seu a Albacete.

## Sales
L'alt tribunal càntabre està integrat per tres Sales amb jurisdicció a l'àmbit autonòmic:
- Sala Civil i Penal
- Sala Contenciosa Administrativa
- Sala Social

## Presidència
El president del TSJ és nomenat pel rei d'Espanya per a un període de 5 anys a proposta del Consell General del Poder Judicial.

### Llista de presidents
Informació actualitzada per un bot. Els canvis manuals es perdran quan s'actualitzi!
| Imatge | Titular                        | Des de | Fins a | Duració (en anys) | Gènere  | Lloc de naixement      |
| ------ | ------------------------------ | ------ | ------ | ----------------- | ------- | ---------------------- |
|        | Vicente Manuel Rouco Rodríguez | (2005) |        |                   | masculí | La Puebla de Montalbán |
|        | Emilio Frías Ponce             | (1996) | (2005) | 8–9               | masculí | Albacete               |
|        | José Rodríguez Jiménez         | (1989) | (1996) | 6–7               | masculí | Albox                  |
|        | María Pilar Astray             | (2025) |        |                   | femení  |                        |